# Van Limburg Stirumstraat (Amsterdam)

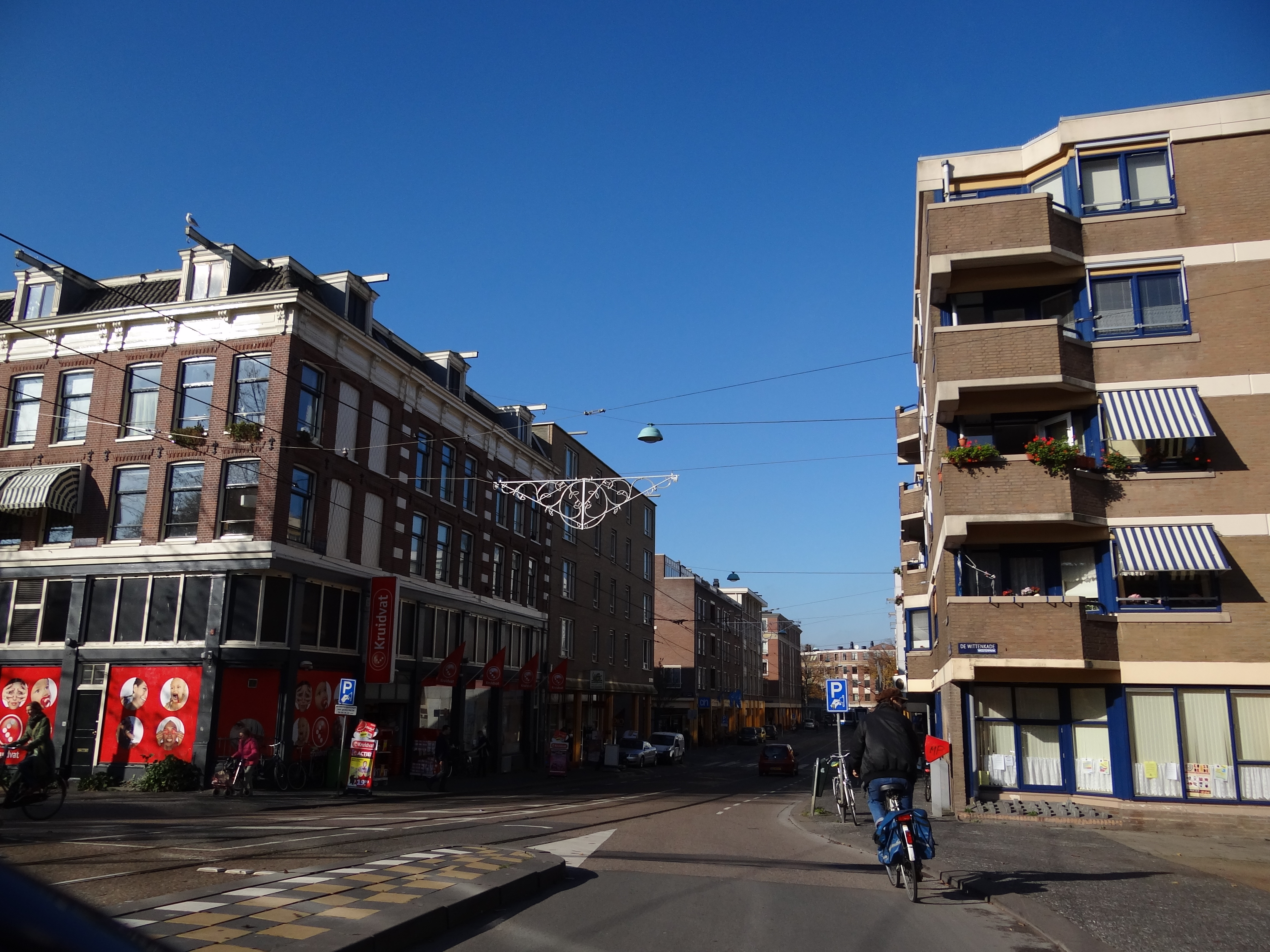
Van Limburg Stirumstraat in 2011

De Van Limburg Stirumstraat is een straat in Amsterdam-West. De straat kreeg zijn naam in 1886 en werd vernoemd naar Leopold van Limburg Stirum (1758-1840), kapitein van het Staatse leger. Hij nam in 1813 met Van Hogendorp en Van der Duyn van Maasdam het voorlopig bewind op zich en bereidde de komst voor van Koning Willem I.
De straat ligt in de Staatsliedenbuurt. In de omgeving zijn de straten vernoemd naar staatslieden. De Van Limburg Stirumstraat loopt van de Tweede Nassaustraat via het Van Limburg Stirumplein tot aan de Haarlemmerweg. De Van Limburg Stirumstraat kruist de Bentinckstraat en de Van der Hoopstraat naar de Van Hallstraat.
Sinds 1910 reed tramlijn 14 door de Van Limburg Stirumstraat. In 1942 werd lijn 14 opgeheven en nam tramlijn 10 zijn plaats in die op zijn beurt op 22 juli 2018 werd opgeheven en vervangen door tramlijn 5.